# کنراد مالت برون
کنراد مالته-برون با نام مادری مالته کنراد برون (به دانمارکی: Malthe Conrad Bruun) جغرافی دان ، شاعر و نویسنده ی دانمارکی زاده ۱۲ اوت ۱۷۷۵ میلادی در تیستِد دانمارک و درگذشته در ۱۴ دسامبر ۱۸۲۶ در ۵۱ سالگی در پاریس فرانسه است.
وی نویسنده و نویسنده همکار در کتاب‌های بسیاری در زمینه جغرافیا و زمین نگاری بود.

## خانواده زبانی هندوژرمنی
از آشناترین کارهای وی، برای نخستین بار (۱۸۱۰) نامگذاری خانواده بزرگ زبان‌هایی که امروزه هندواروپایی، آریایی و هندوآناتولیایی هم خوانده می‌شوند، به نام هندوژرمنی بود که نخست به فرانسوی به کار برد و سپس آلمانی آن روایی یافت؛ نامی که امروزه نیز در زبان علمی استاندارد آلمانی بدان خوانده می‌شوند. سه سال پس از وی پزشک و فیزیکدان انگلیسی، توماس یانگ همین خانواده زبانی را هندواروپایی، و دو سال بعد زبانشناس دانمارکی، راسموس راسک، به یاد یافث برادر سام در آیین یهود، یافثی نامید. کمی دیگر از سوی زبانشناس آلمانی، فریدریش اشمیتهنر زبان‌های هندی-توتیو دیگر زبانشناس آلمانی و پیشگام در گویش‌شناسی، فریدریش پوت، هندوکِلتی (هندوسلتی) نیز نام گرفت. فیلسوف و زبانشناس آلمانی، ویلهلم فون هومبولت زبان‌های سانسکریتی نامید و زبانشناس پیشگام ایتالیایی، گراتسیادیو ایسایا آسکولی، نام آریااروپایی را انتخاب نمود. سرانجام ماکس مولر، زبانشناس، خاورشناس و بنیادگذار هندپژوهی نوین آنها را خانواده زبان‌های آریایی نامید. کمی پس از وی نیز زبانشناس بلژیکی اونوره شَوه نام آریاک (آریایی) را برگزید. از آنجا که این واژه را کنت دو گوبینو در کتابی نامدار و پرسروصدا دربارهٔ یکسان نبودن نژادها (۱۸۵۴) به کار برد و در آینده، ریشه پیدایش جهان بینی نژادپرستانه و نازی‌ها و فاشیسم را به اندیشه‌های وی پیوند دادند، پس از شکست آلمان در جنگ دوم جهانی در سالهای پایانی سده بیستم، به گونه تابویی سیاسی-فرهنگی با آن برخورد گردید و انجمن‌های دانشگاهی و پژوهشی نیز این رویه را ناگزیر پیمودند.

## رانده شدن از پاریس
وی در سال ۱۸۰۰ میلادی به گناه نوشتن دفترچه‌ها و سروده‌هایی به زیان و در نکوهش انقلاب فرانسه از پاریس رانده و تبعید شد.

## انجمن جغرافی
از برجسته‌ترین کارهای وی پایه‌گذاری نخستین انجمن جغرافیای نوین در جهان است. در ۱۸۲۱ وی این انجمن را در پاریس پایه‌ریزی نمود و خود در جایگاه دبیر نخست آن به نوشتن، پژوهش و ویرایش سرگرم شد.

## بازمانده
شش پوشینه از دانشنامه سنجیده جغرافیا برجسته‌ترین کار وی است (۱۸۲۹–۱۸۱۰)؛ گرچه در جایگاه دبیر نخست انجمن جغرافی کارهای پرشماری را نوشت یا نویسنده همکار بود.
فرزند وی نیز پاجای پای پدر گذاشت. ویکتور آلفرد مالته-برون، تا پایان زندگی به جستجو و پژوهش در آفریقا و قطب پرداخت.